# Umberto Valenti
Umberto "The Ghost" Valenti fue un gánster neoyorquino nacido en Sicilia que fue un promiente miembro de la familia criminal D'Aquila durante los años 1910. Es frecuentemente confundido con Rocco Valenti, un pistolero de la Camorra de la misma época.

## Carrera
Valenti nació en Barcellona Pozzo di Gotto en Sicilia y emigró a los Estados Unidos en 1910. Luego de establecerse en el Lower East Side de Nueva York, se unió a la familia de la mafia siciliana liderada por el capo di tutti capi Salvatore D'Aquila. Se dijo que el había sido quien disparó en el asesinato de mayo de 1914 del jefe rival de D'Aquila, el mafioso del Harlem italiano Fortunato Lomonte, Luego de este golpe exitoso, Valenti se hizo conocido como el jefe asesino de D'Aquila.
Al inicio de la Prohibición, Valenti fue considerado uno de los mejores pistoleros en Nueva York. Se le tenía como sospechoso en, cuando menos, veinte asesinatos. Durante este periodo, Umberto Valenti fue en contra de su jefe, Salvatore D'Aquila, y fue uno de los doce hombres (incluyendo a Giuseppe Morello, Ignazio Lupo, Ciro Terranova y otros) marcados para morir. Valenti huyó a Sicilia por un tiempo. A su regreso a los Estados Unidos en enero de 1922, Valenti intentó recomponer su relación con D'Aquila eliminando al jefe rival, Vincenzo Terranova.

## Valenti vs. Masseria
El 7 de mayo de 1922, el jefe de la familia criminal Morello/Terranova, Vincenzo Terranova, fue asesinado en un tiroteo desde un auto en movimiento cerca de su casa en la calle 116 este. Se creyó que Valenti fue personalmente responsable. Algunas horas luego, el subjefe de Terranova Silva Tagliagamba fue fatalmente herido en el bajo Manhattan por Valenti y otros pistoleros que trabajaban para él. Al día siguiente, Valenti y algunos de sus hombres atacaron al nuevo jefe de la familia Terranova, Joe Masseria. Valenti encontró a Masseria y sus guardaespaldas en Grand Street "a una cuadra de los cuarteles de la policía". El New York Herald reportó que "cuando la pelea terminó, los pistoleros habían matado cuatro hombres y dos mujeres, pero no se habían herido entre ellos." Masseria lanzó su pistola y fue arrestado cuando huía de la escena.
El 9 de agosto de 1922, Masseria salió de su apartamento en el 80 de la Segunda Avenida y fue alcanzado por dos hombres armados que abrieron fuego contra él. Masseria se agachó y entró a una tienda en el 82 de la Segunda Avenida con los pistoleros persiguiéndole. Ellos dispararon a la ventana de la fachada y dentro de la tienda. Los pistoleros se escaparon por la Segunda Avenida hacia un automóvil que los esperaba justo en la esquina con la Calle 5 Este. El auto era un Hudson Cruiser. Los pistoleros saltaron en el estribo a medida que el automóvil aceleraba por esa calle hacia el Bowery, disparando al aire. Los pistoleros entonces se abrieron paso a través de una muchedumbre y dispararon ante el bloqueo, hiriendo a seis hombres. Masseria sobrevivió al ataque y fue encontrado por la policía en su habitación conmocionado. Estaba sentado en su cama, mareado, con dos agujeros de bala en su sombrero de paja, que aún estaba vistiendo. El incidente hizo que Masseria ganara respeto entre los gánsteres como "el hombre que puede esquivar balas" y su reputación empezó a crecer así como la de D'Aquila empezó a caer.

## Asesinato
Cuarenta y ocho horas después, el 11 de agosto, Valenti acudió a una reunión en un café en la esquina de la Segunda Avenida con la calle 12 este. Las versiones difieren sobre quien estaba ahí. Usualmente se dice que el principal aliado de Masseria Giuseppe Morello estuvo presente. Aparentemente al darse cuenta de que su vida estaba en peligro, Valenti salió del café mientras las balas empezaban a volar. Una niña de ocho años que estaba de pie cerca fue herida. Valenti logró subirse a un taxi antes de colapsar al estar mortalmente herido. El New York Herald informó, "Valenti, de quien se decía que era fuerte en su odio hacia Masseria, fue asesinado a sangre fría y con poca compunción, como uno mataría una mosca." Las historias del hampa han afirmado por mucho tiempo que su asesino no fue otro que Charles "Lucky" Luciano. Justo después de este incidente, Giuseppe Masseria empezó a ser llamado "Joe the Boss".